# 四谷坂町
四谷坂町（日语：／ Yotsuyasakamachi */?）是東京都新宿區的町名。未實施新住居表示。人口2,105人（2013年8月1日）。郵遞區號160-0002。

## 地理
位於新宿區東南部。地域北部與市谷本村町之間以靖國通為界，東接本鹽町，南鄰三榮町，西與片町、荒木町之間以津之守坂通為界。
靖國通沿線高樓公寓林立，町內以住宅地為主。

## 歷史
- 1635年（寛永11年）：成立四谷坂町。
- 1911年（明治44年）：去除四谷的冠稱。
- 2015年7月21日：由「坂町」改名為「四谷坂町」。

### 地名由來
本地為由南向北的斜坡（坂）而得名。

## 交通
町內沒有鐵路站，町域西部可利用都營新宿線曙橋站與地下鐵丸之内線四谷三丁目站，東部可利用JR中央線快速、JR中央、總武線各站停車、地下鐵丸之内線、地下鐵南北線四谷站與JR中央、總武線各站停車、都營新宿線、地下鐵有樂町線、地下鐵南北線市谷站。

## 備註
1. ↑  『角川日本地名大辞典 13　東京都』、角川書店、1991年再版、P873
2. ↑  .   [2013-08-09]. （原始内容存档于2014-08-19）.

## 外部連結
- 新宿區役所（页面存档备份，存于）